# Nhóm ngôn ngữ Mordvin
Nhóm ngôn ngữ Mordvin, (tiếng Nga: мордовские языки, mordovskiye yazyki, thuật ngữ chính thức của tiếng Nga cho cặp ngôn ngữ này), là một nhóm nhỏ trong ngữ hệ Ural, bao gồm tiếng Erzya và tiếng Moksha (cả hai được nói ở Mordovia). Trước đây được coi là một "ngôn ngữ Mordvin" duy nhất, giờ đây nó được coi là một nhóm ngôn ngữ nhỏ. Do sự khác biệt về âm vị học, từ vựng và ngữ pháp,tiếng Erzya và tiếng Moksha khó thông hiểu lẫn nhau, đến mức tiếng Nga thường được sử dụng để liên lạc liên nhóm.
Hai ngôn ngữ Mordvin cũng có các dạng văn học riêng biệt. Ngôn ngữ văn học Erzya được tạo ra vào năm 1922 và Mokshan năm 1923.
Chữ viết của tiếng Moksha và tiếng Erzya phát sinh vào nửa sau của thế kỷ 18 trên cơ sở bảng chữ cái Kirin. Bảng chữ cái hiện đại của các ngôn ngữ này hoàn toàn giống với bảng chữ cái tiếng Nga.